# Ullrich Kroemer
Ullrich Kroemer (* 1982 in Dresden) ist ein deutscher Sportjournalist und Autor.

## Leben
Ullrich Kroemer studierte an der Universität Leipzig Sportwissenschaften und Journalistik sowie Mittlere und Neuere Geschichte.
Ullrich Kroemer lebt und arbeitet als freier Sportjournalist in Leipzig. Seine Themenschwerpunkte sind Fußball, Handball und Volleyball. Er schreibt vor allem für die Mitteldeutsche Zeitung, Neues Deutschland, n-tv.de, zdf.de und zeit.de.
Seit dem Amtsantritt von Ralf Rangnick 2012 bei RB Leipzig beschäftigt er sich schwerpunktmäßig mit diesem Verein. Regelmäßig schreibt er für den Newsblog RBlive.de. Sein erstes Buch RB Leipzig – Aufstieg ohne Grenzen war die erste journalistische Monographie über RB Leipzig. Seitdem sind noch weitere drei Bücher zu diesem Thema erschienen (Stand März 2024).

## Werke
- RB Leipzig – Aufstieg ohne Grenzen. Die Werkstatt, Göttingen 2016, ISBN 978-3-7307-0251-2
- Das Spiel mit den Anderen: Fußball zwischen Integration und Diskriminierung. Die Werkstatt, Göttingen 2017, ISBN 978-3-7307-0357-1
- RB Leipzig – Der moderne Fußball. Die Werkstatt, Bielefeld 2019 (aktualisierte Ausgabe 2020), ISBN 978-3-7307-0423-3
- RB Leipzig – Populäre Irrtümer und andere Wahrheiten. Klartext Verlag, Essen 2021, ISBN 978-3-8375-2393-5
- Elf Helden: Wie die Stars von RB Leipzig ihre Träume wahr machten. Die Werkstatt, Bielefeld 2023, ISBN 978-3-7307-0649-7